# Парфондваль (Эна)
Парфондва́ль (фр. Parfondeval) — коммуна во Франции, находится в кантоне Вервен одноимённого округа, департамент Эна, О-де-Франс. Входит в список «Самых красивых деревень Франции».
Код INSEE коммуны — 02586.

## Население
Население коммуны на 2010 год составляло 155 человек.
| 1962 | 1968 | 1975 | 1982 | 1990 | 1999 | 2010 |
| ---- | ---- | ---- | ---- | ---- | ---- | ---- |
| 255  | 226  | 212  | 193  | 177  | 149  | 155  |

## Экономика
В 2010 году среди 81 человека трудоспособного возраста (15-64 лет) 62 были экономически активными, 19 — неактивными (показатель активности — 76,5 %, в 1999 году было 67,8 %). Из 62 активных жителей работали 57 человек (31 мужчина и 26 женщин), безработных было 5 (3 мужчин и 2 женщины). Среди 19 неактивных 2 человека были учениками или студентами, 11 — пенсионерами, 6 были неактивными по другим причинам.

## Достопримечательности
- Церковь Сан-Медар, XVI—XVII вв. Исторический памятник с 1995 года.